# ماترایوو
ماترایوو (انگلیسی: Matrayevo) یک شهرک در شهرستان زیلایرسکی استان باشقیرستان کشور روسیه است.